# This Side of Paradise (Star Trek: The Original Series)
"This Side of Paradise" é o vigésimo quarto episódio da primeira temporada da série de ficção científica Star Trek, que foi ao ar em 2 de março de 1967 pela NBC. O episódio foi escrito por D. C. Fontana, baseado em uma história concebida por Fontana e Nathan Butler (pseudônimo do roteirista Jerry Sohl), e dirigido por Ralph Senensky.
No enredo, a Enterprise visita um planeta onde seus habitantes estão sob a influência de uma estranha planta nativa.

## Enredo
Na data estelar 3417.3, a USS Enterprise chega em uma colônia da Federação no planeta Omicron Ceti III. O planeta, todavia, é banhado por raios Berthold, uma forma mortal de radiação que causa danos graves aos tecidos do corpo em um período curto de exposição. Para piorar as coisas, não houve nenhuma comunicação com a colônia por um bom tempo. A missão da Enterprise é recuperar os equipamentos e os restos dos colonos.
O Capitão Kirk, Spock, McCoy, Sulu e outros tripulantes se transportam para a superfície e descobrem que os colonos estão vivos. A tripulação é recebida por Elias Sandoval, um fazendeiro e líder dos colonos que afirma que não houve nenhum problema além do sistema de comunicação defeituoso. Eles encontram outra colona, Leila Kalomi, que era um interesse amoroso de Spock seis anos antes, na Terra. Para tentar explicar por que todas as pessoas estão bem de saúde, o Dr. McCoy realiza exames médicos em alguns habitantes enquanto o resto da tripulação vai explorar a colônia.
O enigma se aprofunda quando McCoy descobre que os colonos possuem uma saúde impecável; ao examinar os registros médicos, ele descobre que, apesar dos registros indicarem que Sandoval teve o apêndice removido, seu exame mostra um apêndice intacto. Os outros membros do grupo de desembarque descobrem não há nenhum animal presente. Fugindo das perguntas de Kirk sobre o destino dos animais que eles haviam trazido e a falta de vida animal nativa do planeta, Sandoval simplesmente diz que "Nós somos vegetarianos".
Enquanto Spock está procurando pistas, a adorável Leila o encontra e concorda em mostrar como os colonos sobreviveram a radiação. Ela o leva para um lugar com várias planta estranhas, que sopram esporos nele.
Sendo meio-vulcano, Spock normalmente não expressa nenhuma emoção, porém momentos depois de ser exposto aos esporos, o lógico Spock consegue dizer a Leila "Eu te amo". Agora livre para encontrar alegria com Leila, Spock ri e, com a cabeça no colo dela debaixo de uma árvore, eles contemplam as nuvens. Quanto Kirk tenta contatá-lo, Leila abre o comunicador. Relutante por um momento, Spock responde as perguntas de Kirk de forma curta e se recusa a obedecer suas ordens.
Spock mostra as estranhas flores à Kirk e outros tripulantes, porém Kirk escapa de ser atingido pelos esporos por estar muito longe. Quando ele retorna para a Enterprise, ela está cheia das flores e de seus esporos. Toda a tripulação, em um motim aberto e pacífico, começa a descer para o planeta. Antes de ir embora, a Tenente Uhura sabota o sistema de comunicações da nave.
Logo, Kirk é a única pessoa abordo da nave. Já que a nave está cheia das plantas, ele logo acaba sendo atingido pelos esporos. Kirk começa a sentir paz e começa a fazer planos para se transportar para a superfície, porém quando ele está prestes a deixar a Enterprise, ele pensa novamente e reflete sobre sua carreira, fazendo-o sentir emoções violentas, que oprime e destrói os esporos em seu organismo.
Kirk agora percebe que os esporos não podem sobreviver contra emoções fortes. Ele pede para que Spock venha até a nave para ajudá-lo com algumas coisas que não poderão ser recuperadas quando a última pessoa deixar a Enterprise. Kirk na verdade quer confrontar Spock com a realidade para tentar deixá-lo nervoso, porém, isso representa um grande risco, pois Spock, devido ao fato de ser meio-vulcano, possui uma força física imensamente maior do que um ser humano comum. Quando o vulcano chega, Kirk o insulta com uma onda de racismo e zomba dele como sendo uma aberração que ousa dizer que ama Leila. Spock fica furioso e uma luta começa, porém felizmente, sua racionalidade retorna antes dele machucar seriamente ou mesmo matar o Capitão. Eles colaboram e criam um dispositivo para enviar uma frequência subsônica através dos comunicadores que irá irritar todos na colônia. Logo, todos na superfície começam a brigar, rapidamente encerrando os efeitos dos esporos.
Quando todos retornam ao normal, Spock pede para que Leila venha abordo da nave. Ela se transporta para descobrir que Spock não está mais "conosco", e desesperadamente pede para que ele volte ao planeta para poderem ficar juntos. Com pesar, ele diz que possui responsabilidades para com a nave e não pode retornar. Leila começa a chorar e diz "Você se importa se eu disser que ainda te amo?". Spock não faz nenhuma objeção e ela o abraça.
Enquanto a Enterprise, com os colonos abordo em segurança, se prepara para deixar o planeta, Spock comenta suas experiências dizendo: "Pela primeira vez na minha vida, eu estava feliz".

## Remasterização
"This Side of Paradise" foi remasterizado digitalmente em 2006, indo ao ar em 28 de julho de 2007 como parte da remasterização de 40 anos da série original. Ele foi precedido na semana anterior por "The Squire of Gothos" e sucedido na semana seguinte por "The Galileo Seven". Além da remasterização de áudio e vídeo, e as animações computadorizadas da Enterprise que são padrão em todas as revisões, mudanças específicas para o episódio incluem:
- O planeta Omicron Ceti III é agora renderizado em computação gráfica para parecer mais fotorealista. Além disso o efeito da aurora hipotética causada pelos raios Berthold foram adicionados às tomadas espaciais do planeta.[1]

## Recepção
Zack Handlen, da The A.V. Club, deu ao episódio uma nota "A", descrevendo-o como "um intrigante episódio ambíguo", também notando seu senso de humor. "This Side of Paradise" foi eleito pela Entertainment Weekly como o oitavo melhor episódio da série, enquanto a IGN o colocou na nona posição.